# رغل طحيني
رغل طحيني (الاسم العلمي: Atriplex farinosa) (بالإنجليزية: Mealy orache)‏ هو نوع نباتي يتبع جنس الرغل من الفصيلة القطيفية.  

## تسميات
واض، عصفائي, حوية، رعل, إزقي، شجرة البياض وعفار.